# Мачадо, Херардо
Хера́рдо Мача́до-и-Мора́лес (исп. Gerardo Machado y Morales; 29 сентября 1871, Санта-Клара, Куба — 29 марта 1939, Майами, Флорида, США) — президент Кубы c 20 мая 1925 по 24 августа 1933 (но ещё 12 августа покинул Кубу).
Мачадо стал президентом, пользуясь широкой популярностью и поддержкой основных политических партий. Однако со временем его поддержка снизилась. Многие люди возражали против того, чтобы он снова баллотировался на переизбрание в 1928 году, поскольку его победа нарушила его же обещание оставаться на посту только один срок. Этот акт континуизма в сочетании с растущей экономической депрессией, вызванной снижением цен на сахар, начиная с 1925 года, и её обострением из-за финансового краха 1929 года в США, а также репрессиями, привел к значительной политической нестабильности на Кубе и к свержению Мачадо в 1933 году.
Он был признанным[кем?] поклонником Бенито Муссолини, его называли «тропическим фашистом» или «тропическим Муссолини».

## Биография
Участвовал в войне Кубы за независимость, был основателем одной из табачных компаний. Политическую карьеру начинал мэром города Санта-Ана. В 1924 году Мачадо победил на президентских выборах, выдвинув программу либеральных реформ и пообещав демократизацию, однако на практике установил авторитарный режим. Проводил проамериканскую политику.  
При Мачадо были созданы тайные карательные отряды «поррос», уничтожавшие политических противников. При его администрации полицией и армией было совершено множество убийств и покушений. Степень его личного участия в этом оспаривается. Он проводил жёсткую борьбу с различными повстанческими группами: с коммунистами, анархистами и с другими левыми (Коммунистическая партия Кубы была запрещена в 1926 году, анархо-синдикалистский профсоюзный руководитель Альфредо Лопес убит в том же году, его товарищ Энрике Варона Гонсалес — годом ранее, а молодой коммунистический лидер Хулио Антонио Мелья — в 1929 году), а также с консервативными ветеранами Кубинской войны за независимость. Гибель студенческого активиста Рафаэля Трехо Гонсалеса, застреленного полицией при разгоне демонстрации 30 сентября 1930 года против диктатуры, часто считается началом её конца. 23 и 24 февраля 1931 года пережил 2 покушения подряд.
В 1933 году на Кубе произошла всеобщая забастовка, начавшаяся с волнений студентов и окончившаяся свержением Мачадо, бежавшего в США. При этом от него отвернулась администрация президента США Франклина Рузвельта. Предчувствуя неизбежность падения режима Мачадо, она организовала «круглый стол» представителей кубинского правительства и оппозиции.
Мачадо умер от рака толстой кишки в Майами-Бич, США, в 1939 году и был похоронен на кладбище в мавзолее Вудлон-Парк.